# 江華島條約
《江华岛条约》（韩语：／，日语：〔〕），是朝鲜王朝与大日本帝国於1876年2月26日在江华岛签订的不平等条约，屬於近代列強條約體系之一。此條約最主要的內容是承認朝鲜王朝為一獨立國家，讓朝鮮不再是中國清朝的冊封國。但日本在朝鲜势力的扩张引起了清朝政府的警惕，随后清政府与朝鲜王朝签订《中朝商民水陸貿易章程》，开始朝加强中朝宗藩关系的方向转变。

## 名稱
- 本條約的朝鲜语正式名稱為《朝日修好條規》（／），日文正式名稱為《日朝修好條規》（〔〕）。
- 在非正式場合，又可稱為《韓日修好條約》（／）、《日鮮修好條約》（〔〕）、《丙子修好条约》（／）、《丙子修交條約》（〔〕）等，這幾個稱謂均是指同一個意思，沒有不同。

## 背景
1875年9月，日本派出军舰云扬号航行到朝鲜西海岸测量海图，遭到江华岛砲台朝鲜守軍砲擊，雙方發生交火，最後日方攻陷炮台，史称“江华岛事件”，又稱「雲揚號事件」。

## 内容
《江华岛条约》共计12款，是朝鲜和外国签订的第一个不平等条约。日本取得了自由勘测朝鲜海口、领事裁判权、贸易等权利。自此，朝鲜对外开放，外国商品進入朝鲜。条约的主要内容包括承认朝鲜为独立国及日本享有的领事裁判权等。

## 影响
《江华岛条约》是日本「大陆政策」实践的开始。此政策是以“征服全中国”为主旨，只不過它的第一步是征服朝鲜，簽訂此條約是为了以後吞并朝鲜（日方稱為日韓合併）做铺垫。